# Tirto Sari
Tirto Sari is een bestuurslaag in het regentschap Banyuasin van de provincie Zuid-Sumatra, Indonesië. Tirto Sari telt 2920 inwoners (volkstelling 2010).